# Narjiss Nejjar
Narjiss Nejjar (Tanger, 1971) es una cineasta y guionista marroquí. Su película Les yeux secs se proyectó en el Festival de Cannes en 2003. De 2018 a 2020 dirigió la Cinemateca del Centro Cinematográfico Marroquí.

## Biografía
Narjiss nació en Tánger en 1971. Es hija de la profesora, novelista y activista por los derechos de las mujeres Noufissa Sbaï. Noufissa con su sociedad Jbila Méditerranée Productions es productora del primer largometraje de Narjiss, Les yeux secs y de varios documentales sobre la situación de las mujeres.
Narjiss Nejjar estudió cine en la Escuela Superior de Realización Audiovisual en París.
En 1994 dirigió su primer documental L'exigence de la Dignite. Ha trabajado tanto en documentales como en películas de ficción; su largometraje más conocido, Les yeux secs, comenzó inicialmente como un documental sobre las mujeres de Tizi, pero las mujeres se negaron a ser filmadas. Finalmente se convirtió en un largometraje de ficción en la que cuenta la historia de unas mujeres que venden su cuerpo en el Medio Atlas, marginadas geográfica y socialmente sin otra fuente de ingresos que la prostitución. La película se proyectó en el festival de cine de Cannes de 2003 y en el 4.º Festival Internacional de Cine de Rabat, donde recibió el gran premio.
En 2018 dirigió Apatride sobre la expulsión de miles de marroquíes de Argelia en 1975.
En febrero de 2018 fue nombrada directora de la Cinemateca del Centro Cinematográfico Marroquí, puesto que ocupó hasta enero de 2020.

## Publicaciones
- Cahier d'empreintes (1999) novela[10]

## Filmografía seleccionada
- L’exigence de la Dignite (1994)
- Khaddouj, Memoire de Targha (1996)
- Les Salines (1998)
- Le septième ciel (2001) corto
- Le miroir du fou (2002)
- Les yeux secs ( 2003) largometraje
- Wake Up Morocco (2006) largometraje
- Terminus des anges (2010)
- L'amante du rif (2011)
- Apatride (2018)